# Fantasia-Bad
Das Fantasia-Bad ist ein Badehaus aus dem Jahr 1896 in der Dilara-Aliyeva-Straße in Baku. Es war das erste Gewerbegebäude mit Stromanschluss in der Stadt und eines der ersten Bäder im europäischen Stil in Baku.
Mit Beschluss Nr. 132 des Ministerkabinetts der Republik Aserbaidschan vom 2. August 2001 wurde das Badehaus in die Liste der unbeweglichen historischen und kulturellen Denkmäler von lokaler Bedeutung aufgenommen.

## Geschichte

### Frühe Periode
Das Fantasia-Bad wurde 1896 in Baku an der Kreuzung der Straßen Dilara Aliyeva, Vidadi und Islam Safarli gebaut. Der Architekt war Nikolaus von der Nonne, der den ersten Masterplan der Stadt Baku entwickelte. Über den Kunden und den Erstbesitzer liegen keine Informationen vor. Das Bad wurde am 13. Januar 1897 für Benutzer geöffnet und war das erste Gewerbegebäude in Baku mit einem Stromanschluss. Nicht nur der Innenraum, sondern auch die Fassade des Gebäudes wurde mit Strom beleuchtet. Das Badehaus verfügte auch über eine Telefonnummer, was für die damalige Zeit selten war. Farbige Lampen beleuchteten den Brunnen im Flur.
Bis 1914 gab es in Baku keine Wasserleitung. Daher war ein großer Wasservorrat erforderlich, um das Bad mit Wasser zu versorgen. Manchmal wurde „Fantasia“ sogar geschlossen, um die Wasserreserven für ein paar Tage aufzufangen.
Nach der Eröffnung des Bades am 14. Mai 1897 schrieb der Autor in einem Artikel darüber in der Zeitung „Kaspi“, dass der Eigentümer die Investition nicht zurückziehen könne, und verwies auf die Tatsache, dass das Fantasia-Bad gebaut wurde sehr luxuriös. Er schrieb:

„Die Mehrheit der Baku-Kapitalisten investiert lieber 30 Prozent ihres Kapitals in Ölunternehmen, die Dividenden ausschütten. Angesichts der Perfektion und Stärke ihrer technischen Ausrüstung, eines speziellen Wasserversorgungssystems usw. ist es unwahrscheinlich, dass der Eigentümer des Badehauses ein Einkommen von 4 Prozent erzielt.“

Das Badezimmer verfügte außerdem über einen speziellen Raum zum Teetrinken nach dem Baden. Darüber hinaus gab es im Innenhof von „Fantasia“ Teetische. Auch die Wände und der Boden des Gebäudes bestanden aus Marmor. Im Badezimmer gab es eine aus einem ganzen Marmor geschnitzte Badewanne, viele künstliche Muster, Engel, griechische Götter an den Wänden und orientalische und römische Wandmuster an der Decke. Im Badehaus arbeiteten etwa zwanzig Lakaien und Kellner sowie ebenso viele Haushälterinnen. Der Dienst bot auch russische und französische Zeitungen und Zeitschriften zum Lesen an.
Hier wurde auch Live-Musik gespielt, die im Jahr 1900 durch den modischen Phonographen ersetzt wurde.

### Während der sowjetischen Besatzung
Nach der Besetzung im April 1920 entfernten sie die verkäuflichen Geräte aus dem Gebäude und verkauften es. Sogar die Murmeln in einigen Teilen des Badezimmers wurden demontiert. Das Gebäude wurde eine Zeit lang als Lazarett und dann als Schule genutzt. Ende der 1920er Jahre wurde das Badehaus restauriert und seiner Bestimmung entsprechend genutzt.

### Nach der Unabhängigkeit
Nach der Wiedererlangung der Unabhängigkeit Aserbaidschans wurde das Fantasia-Bad durch Beschluss Nr. 132 des Ministerkabinetts der Republik Aserbaidschan vom 2. August 2001 in die Liste der unbeweglichen historischen und kulturellen Denkmäler von lokaler Bedeutung aufgenommen. Als Badehaus bis Anfang der 2010er Jahre. Im Jahr 2012 wurde der Film „Hab keine Angst, ich bin bei dir! 1919“ gedreht. Im Film ist die Haupthalle des Badehauses mit einem Brunnen zu sehen.
Obwohl das Gebäude unter staatlichem Schutz steht, befindet es sich in Privatbesitz. Und nach 2012 war es völlig inaktiv. Das Gebäude des stillgelegten Badehauses ist in einem baufälligen Zustand. In verschiedenen Jahren sammelten Bürger Unterschriften, um das Bad wiederherzustellen und seinen Abriss zu verhindern, und versuchten, die Aufmerksamkeit relevanter Institutionen auf sich zu ziehen.
Vom 1. bis 10. November 2018 fand in Baku das „Fantasy Cultural Heritage Festival“ der Europäischen Union statt. Das Festival wurde abgehalten, um das Interesse am kulturellen Erbe von Baku zu steigern und es zu bewahren. Das Festival erhielt seinen Namen vom Fantasia-Bad. Im Jahr 2019 fand in Ganja das II. Kulturerbe-Festival „Fantasia“ statt.
Im Jahr 2018 gab Azermarka eine Briefmarke heraus, die dem Fantasia-Bad gewidmet war.
Im Jahr 2022 hat der Eigentümer des Gebäudes das Bad eingezäunt, um an seiner Stelle mit einem Neubau zu beginnen. Dank der Intervention der Öffentlichkeit und des Architektenverbandes Aserbaidschans konnte der Abriss verhindert, die um das Gebäude herum errichteten Zäune abgebaut und ein Gesetz gegen den Eigentümer erlassen werden.

## Galerie

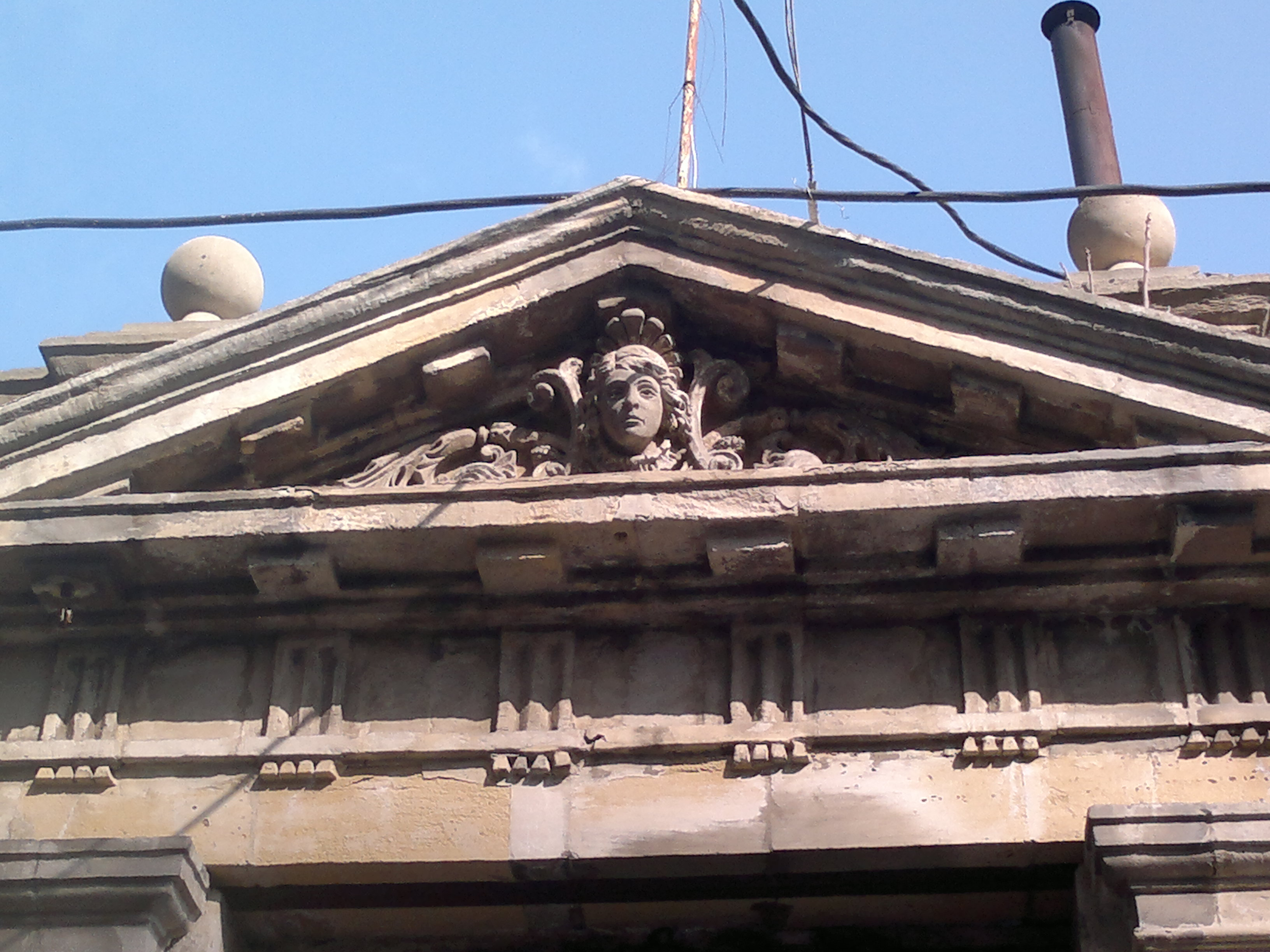
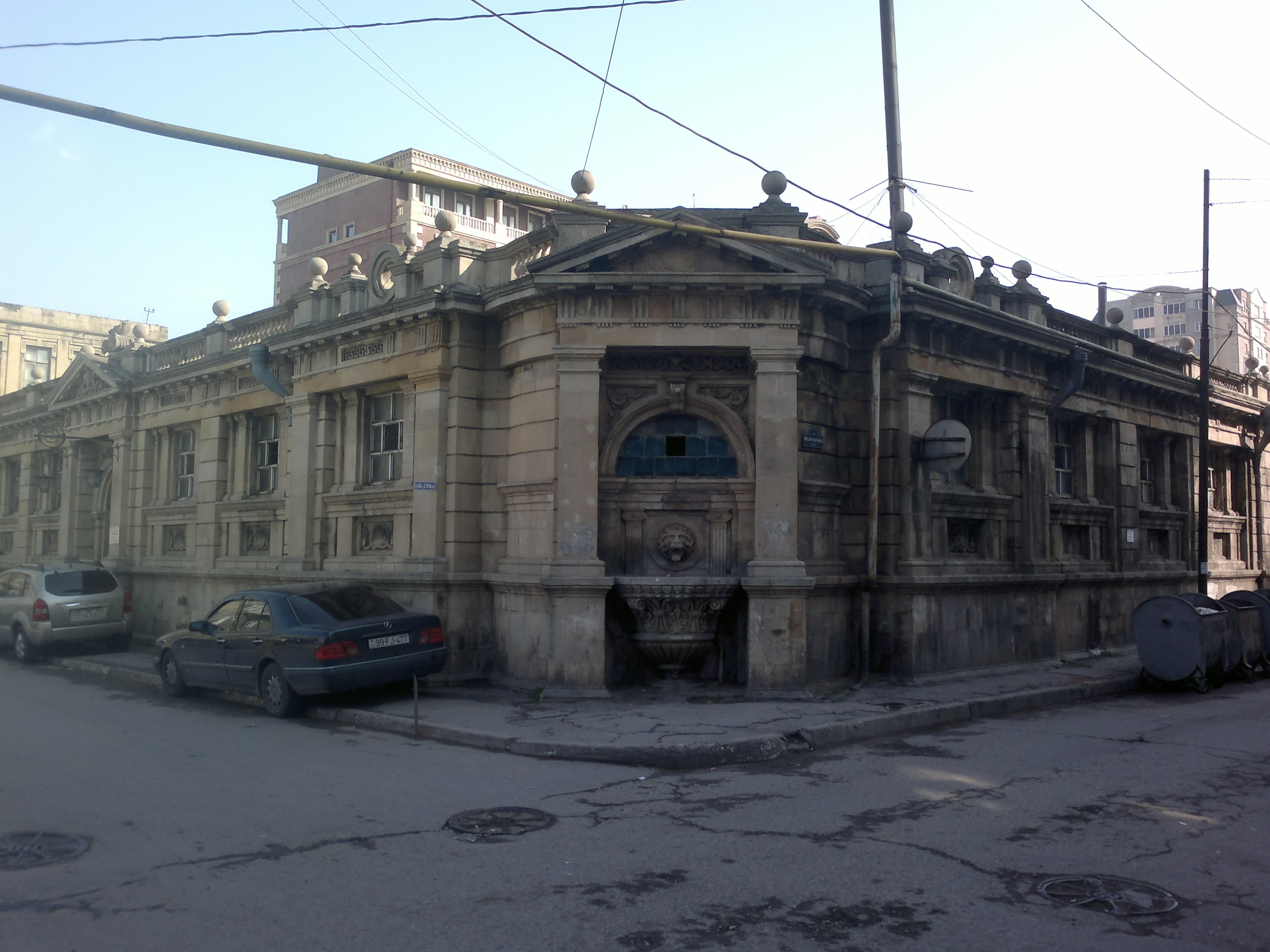
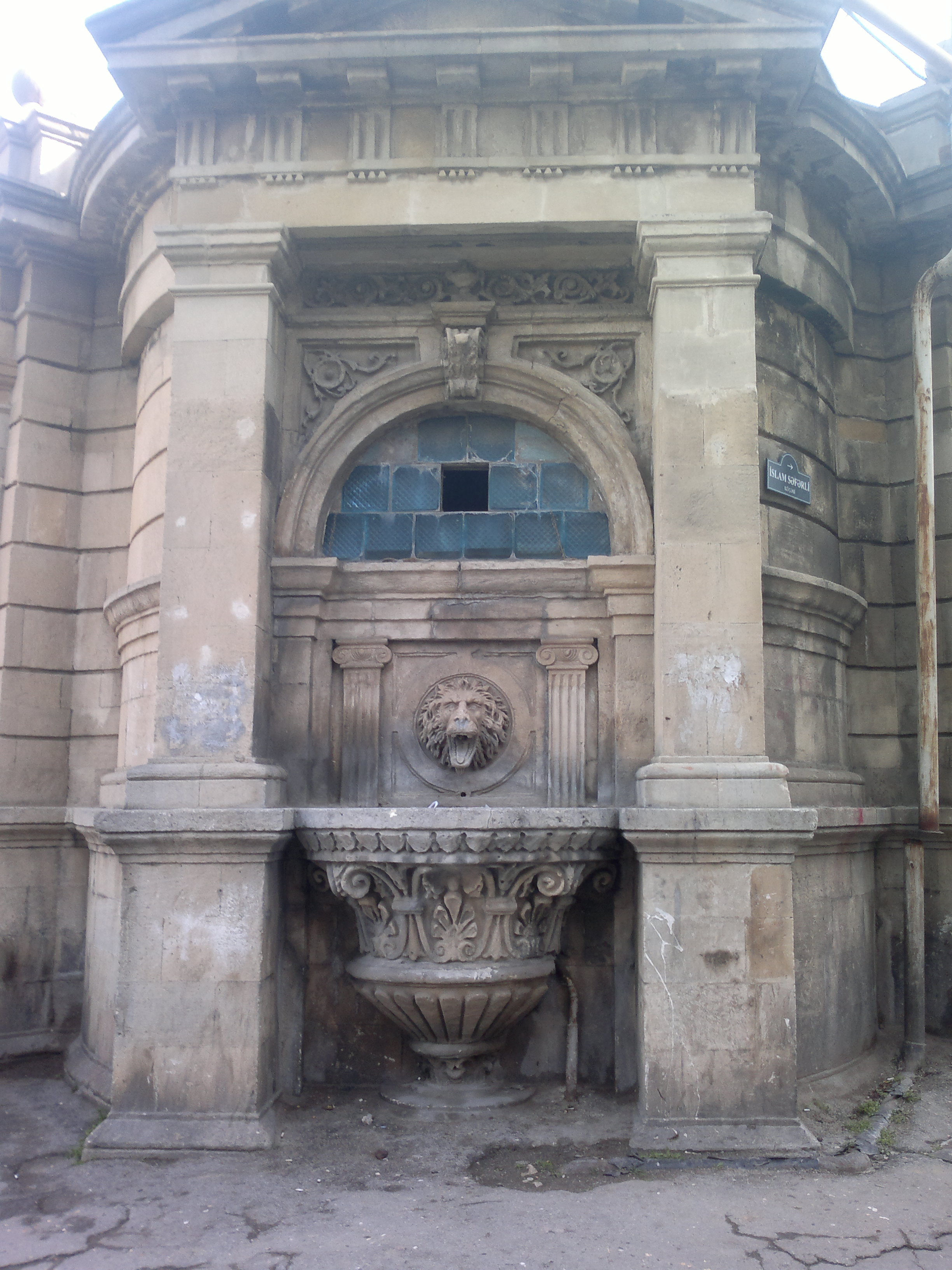
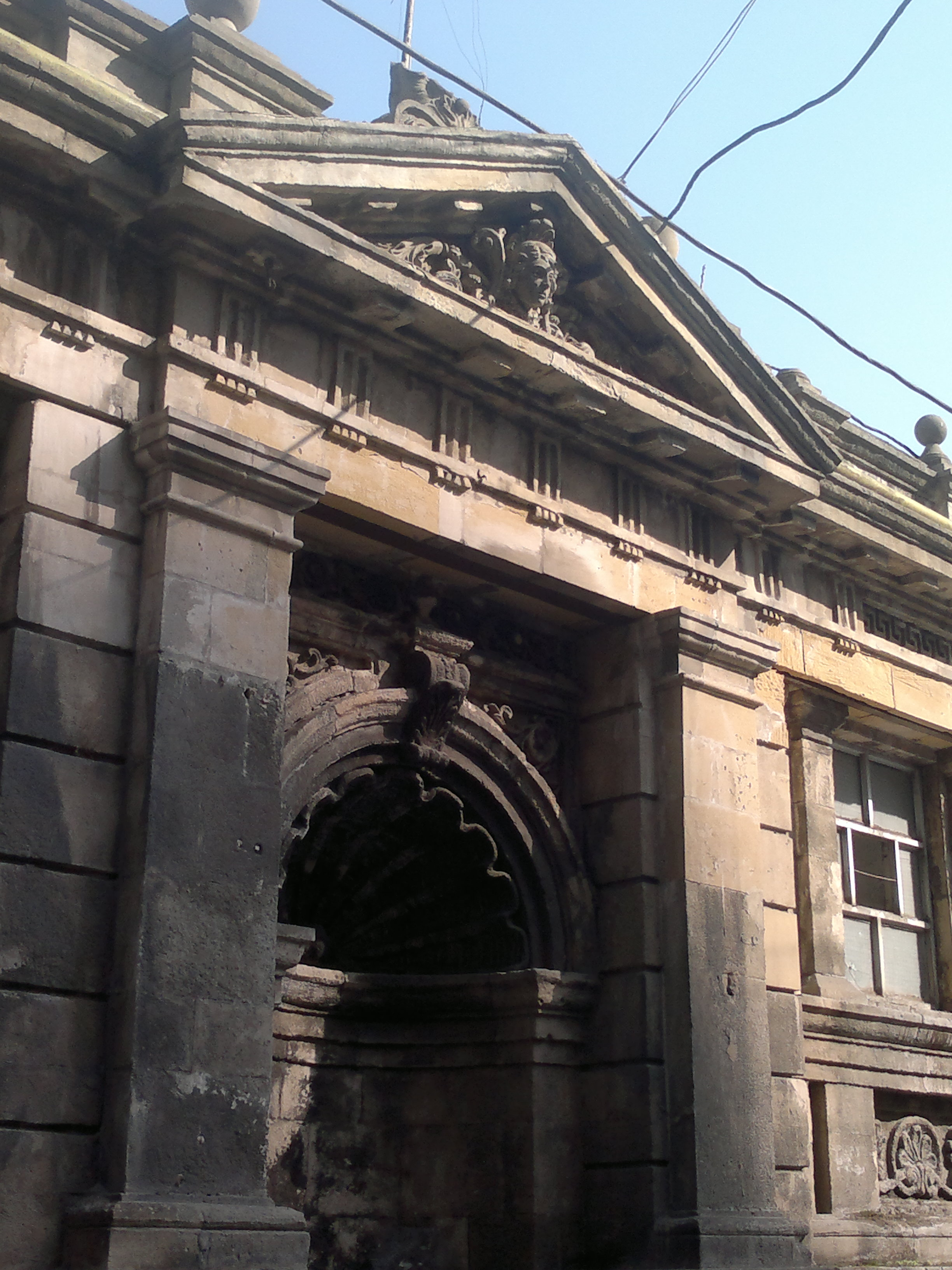
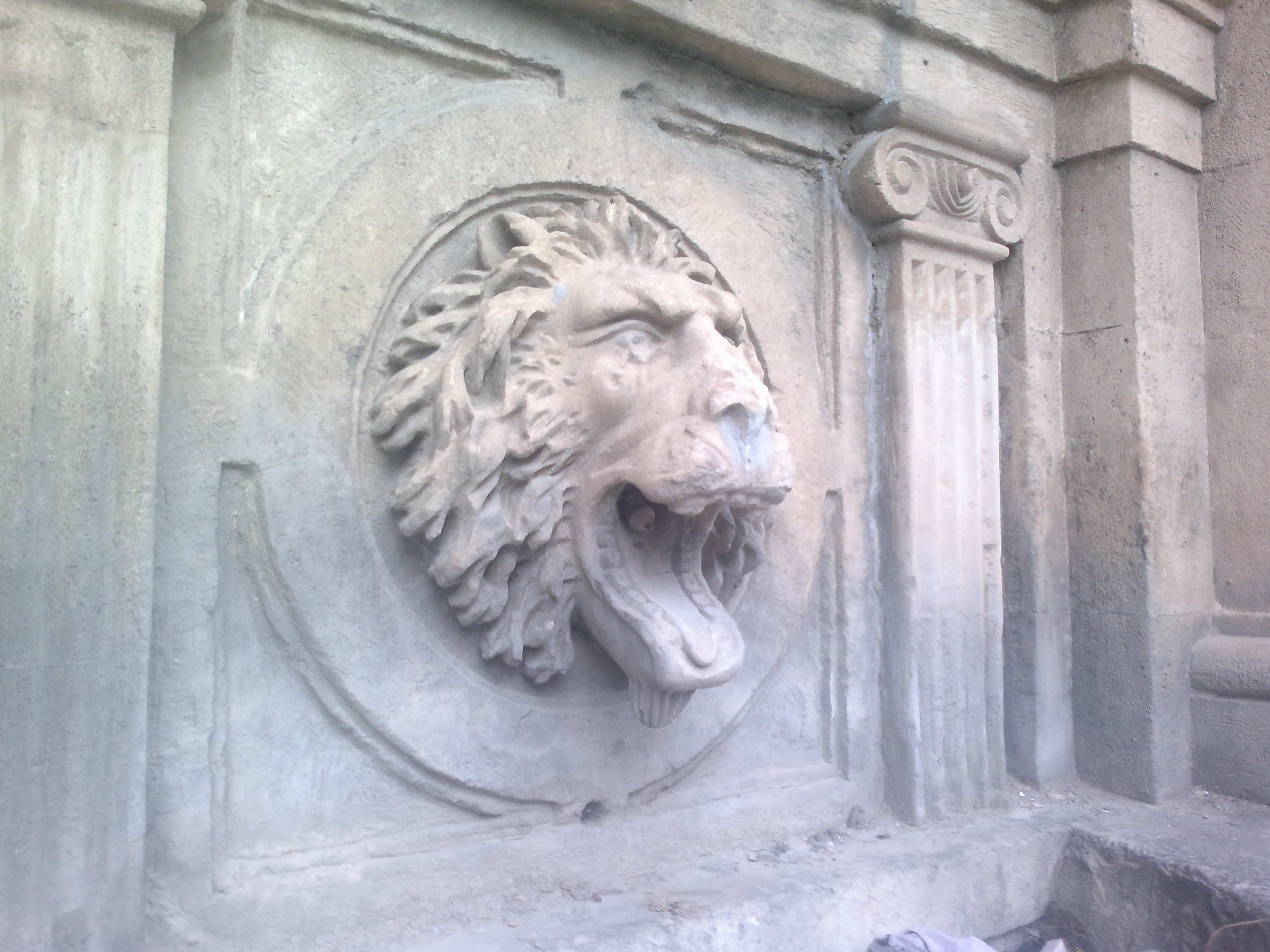
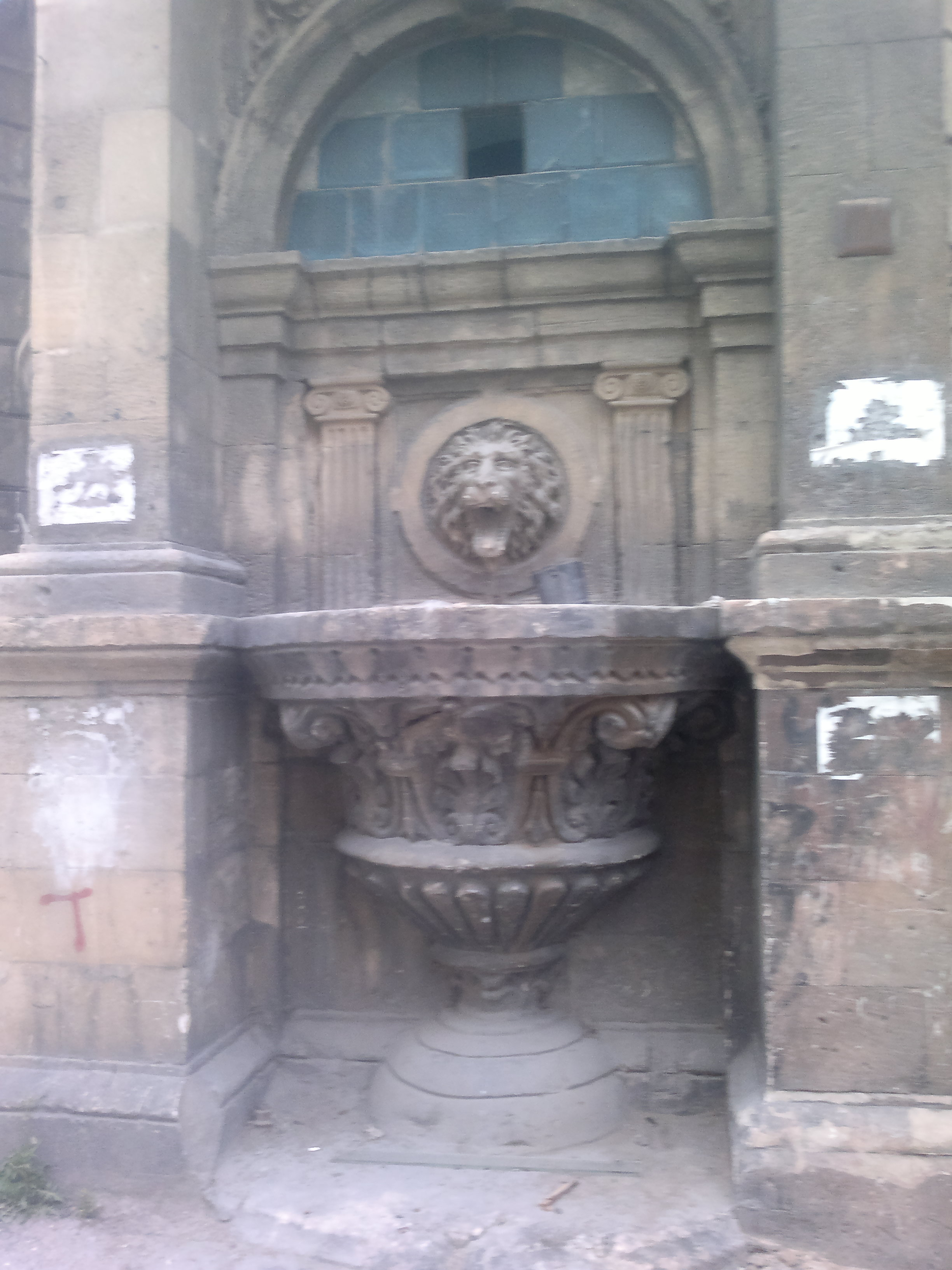
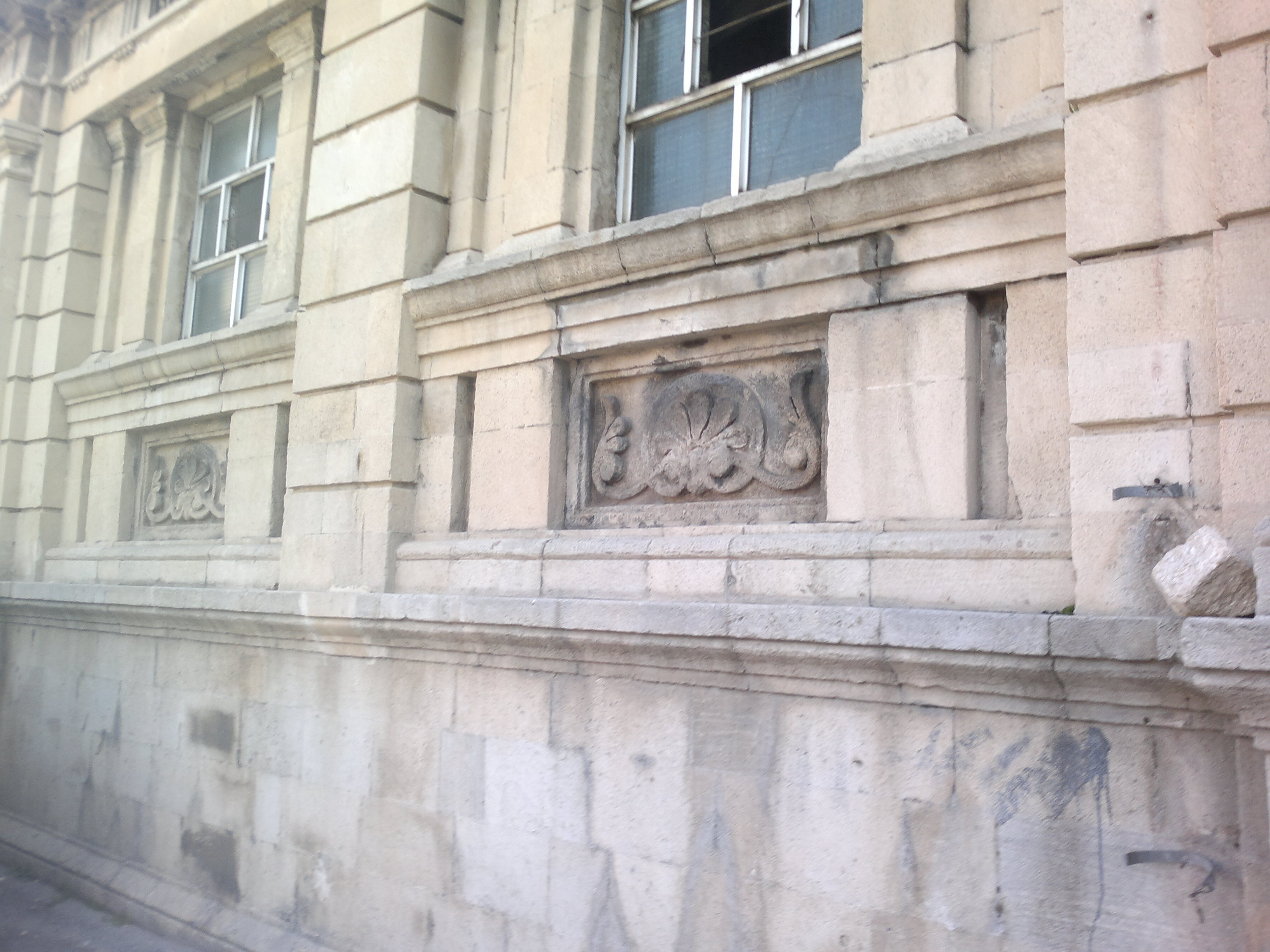